# Shin Meiwa PS-1
El Shin Meiwa PS-1 es un hidroavión japonés de tipo hidrocanoa con capacidad STOL, diseñado y construido por la compañía Shin Meiwa, que fue empleado en labores de guerra antisubmarina por la Fuerza Marítima de Autodefensa de Japón.

## Historial
El PS-1 es un monoplano de ala alta, equipado con cuatro motores turbohélice y hélices de tres palas. Su fuselaje inferior está diseñado siguiendo un esquema supresor de salpicaduras de agua, que le permite amerizar con olas de más de tres metros de altura. Un quinto motor, un turboeje General Electric T58 con una turbina más pequeña, produce aire comprimido para aumentar la sustentación a baja velocidad e incrementar las capacidades STOL de despegue y amerizaje corto. Aunque cuenta con un tren de carreteo escamoteable, el PS-1 no es un anfibio, por lo que no puede tomar tierra en un aeropuerto convencional. Su tren de carreteo está diseñado únicamente para la maniobra de entrada y salida del agua a través de una rampa.
El desarrollo del PS-1 se basó en la información obtenida de la hidrocanoa experimental Shin Meiwa UF-XS, basada en un Grumman HU-16 Albatross. A su vez, el diseño externo del mismo PS-1 estaba basado en el de otro aparato, en este caso el Martin P5M Marlin.
El equipamiento táctico del PS-1 comprendía un radar de búsqueda, un detector de anomalías magnéticas o MAD por las siglas en inglés de Magnetic Anomaly Detector, sonoboyas activas y pasivas, y un sistema de explosivos montado en soportes subalares con el que generar pulsos para el sónar.

## Especificaciones
Referencia datos: Flying boats & seaplanes: a history from 1905

### Características generales
- Longitud: 33,45 m
- Envergadura: 33,12 m
- Planta motriz: 4× turbohélice General Electric T64-IHI-10.
  - Potencia: 2850 hp (2125 kW) cada uno.

### Rendimiento
- Alcance: km
- Radio de acción: km
- Alcance en combate: km
- Alcance en ferry: km

### Aeronaves similares
- Harbin SH-5
- Beriev Be-12

### Listas relacionadas
- Anexo:Hidroaviones y aviones anfibios